# Romualdo Catalá Guarner
Romualdo Catalá Guarner (Xàbia, La Marina Alta, 22 de desembre de 1897 - segle XX) fou un advocat i polític valencià, fill de Joan Baptista Català Gavilà. Propietari de terres a La Marina i Villena.

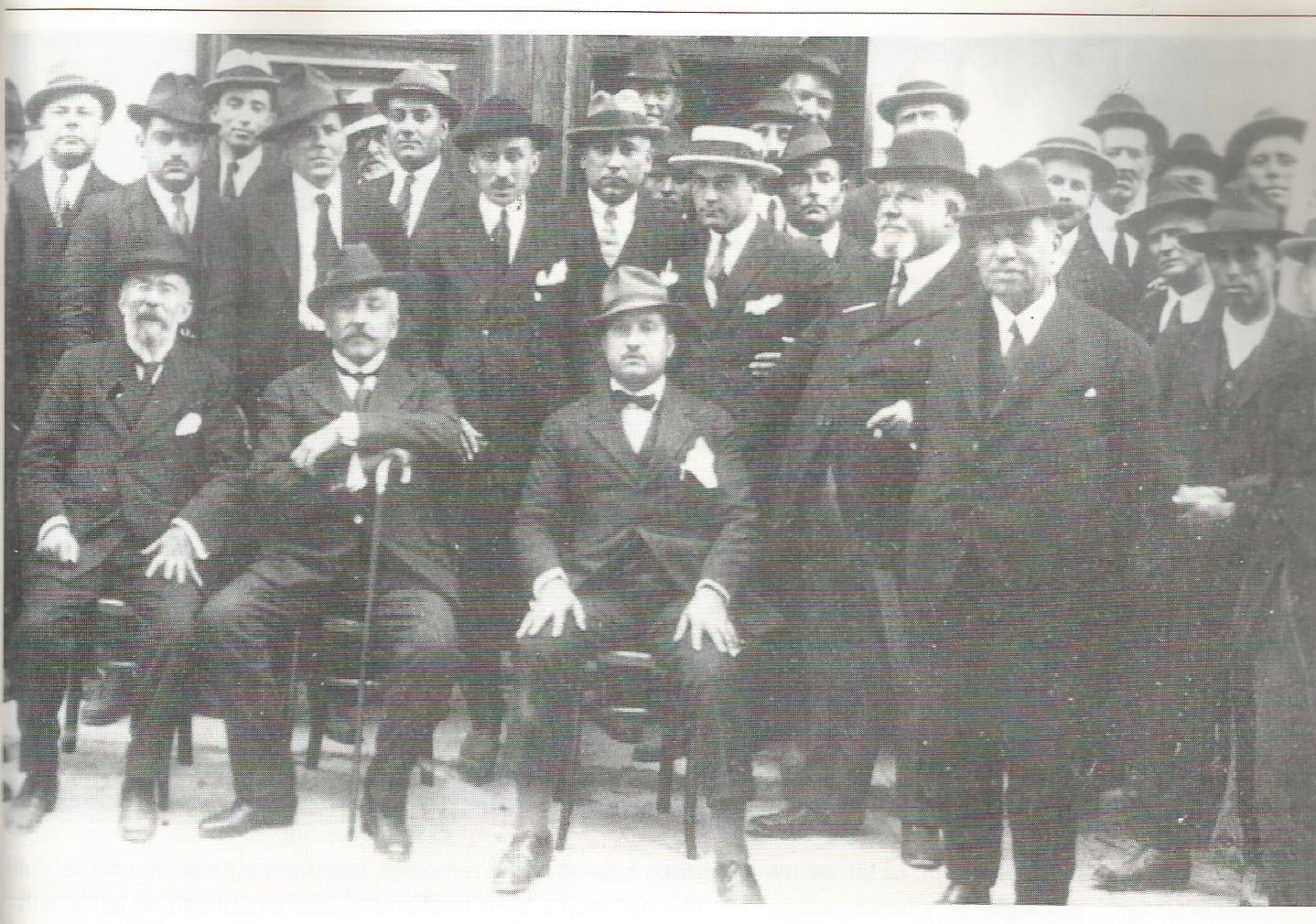
Míting a Benissa del Partit Liberal Democràtic a les eleccions de 1922, de Romualdo Català Guarner, el seu pare Joan Baptista Català Gavilà i Niceto Alcala-Zamora

De juny del 1907 fins a setembre de 1909, estudia el batxiller a l'Institut Cardenal Cisneros a Madrid. Va estudiar Dret i obrí un bufet a Madrid. L'11 de febrer de 1911 pren part en l'assemblea de la Unió Republicana celebrada al madrileny Teatre Barbieri. El 1916 fou candidat a Corts pel districte de Dénia, al Partit Lliberal, però vencé Salvador Reventós Clivilles. També aquest any funda a Madrid el setmanari El Pueblo Español, i des de les seves pàgines, i amb l'estreta col·laboració del seu pare, organitza a la comarca de la Marina Alta les denominades Juntes Anti caciquistes, també anomenades Juntes de Reivindicació Ciutadana, que es crearen, entre altres llocs, a Planes, Jesús Pobre, Gata de Gorgos, Pedreguer i en la mateixa Xàbia, el que suposà un perill per als cacics que controlaven la comarca, per la qual cosa, en el context de la vaga d'agost de 1917, Català Guarner fou detingut amb el seu pare i algun altre col·laborador. En 1918 fou candidat “regionalista” a diputat a Corts pel districte de Dénia, però no és elegit. El 1922 recolzà la campanya d'En Niceto Alcalá Zamora que tractava de representar el districte a les Corts, en les files del Partit Liberal Democràtic: es ressuscità llavori'ns el moviment “anti caciquil” i s'aplegà a crear unes “Joventuts Romualdistes”. El setmanari és tancat per Primo de Rivera, en aquest context aprofita per a publicar des de la seva pròpia editorial "Editorial Català" textos legals polítics i literaris. Durant la Dictadura, és detingut, multat i amenaçat per Cristino Bermúdez de Castro, governador civil i militar de la província d'Alacant, amb la deportació a Fernando Poo, per la qual cosa marxà a Larraix. El 1931 torna a la península i publica el diari La Razón, a Xàbia. Va formar part de la candidatura de Coalició Republicana a les eleccions a Corts de juny de 1931, representant a la Dreta Liberal Republicana, però no fou elegit. Dirigí als anys trenta el Sindicat “Jesús Nazareno” de Xàbia. En 1933 fou nomenat governador Civil de Navarra, però exercí el càrrec durant tot just uns dies. Durant la guerra civil, es va amagar i la CNT li va confiscar les seves terres, encara que segon algunes fonts fou obligat a cavar trinxeres i treballar. Després de la guerra, ingressà en Falange Española. Va publicar Denia y su región (1945). A juliol de 1946, la DGS demanà informes seus, per què apareixia inscrit a la Lògia maçònica "Lixus" de Larraix. A setembre, la Guàrdia Civil informa sobre ell al governador: en la Dictadura de Primo de Rivera fou desterrat al Marroc, “ha militat en infinitat de partits polítics” i finalment al de Chapaprieta, essent nomenat Governador Civil de Pamplona, càrrec que exercí durant tres o quatre dies. Sempre va ser contrari als partits d'orde i excitava a les masses en períodes electorals. En els primers dies del "Alzamiento" fou detingut durant uns dies i després va marxar de Xàbia. En l'actualitat, resideix a Dénia, on exerceix com a advocat, i té finques per valor d'unes 60.000 pessetes. “Se le supone en buena relación con los elementos de izquierda”. El dia cinc d'octubre de 1946 el Tribunal Especial de Repressió de la Maçoneria i del Comunisme el condemna a dotze anys i un dia de reclusió i inhabilitació absoluta i perpetua per a càrrecs de l'Estat o de confiança, per haver-hi pertanyés a la maçoneria. El dia 2 de gener de 1950 se li commuta la pena per la de tres anys i un dia de confinament i inhabilitació per a càrrecs polítics i sindicals. Amb motiu d'una actuació seva, com advocat, el maig de 1950, en favor d'un veí de Sanet i Negrals, en la que afirmà, que semblava que el Govern Civil s'immiscia en el terreny judicial, se sol·licita pel sots-cap provincial del Moviment, Agatángelo Soler, i pel mateix governador Civil, que el TRMyC el confinés en un altre lloc. Però en juny, el TRMyC respon que ja havia complit la condemna “y por tanto compete a la autoridad gubernativa corregir los desmanes del referido”. El Govern Civil, al juliol, demana a la Guàrdia Civil que el vigili i li comuniqui qualsevol anomalia, la filiació política de les persones amb què es relaciona i els seus desplaçaments a altres llocs. La Guàrdia Civil dona bons informes i assegura que es relaciona amb molts veïns en funció del seu treball com a advocat. El Govern Civil informa el TRMyC a finals de 1951 sobre ell i des del Tribunal es demana el seu domicili, en agost de 1953: vivia a Dénia, a l'Hotel Comercio i durant l'estiu, al seu xalet de Xàbia. Fuente: AHPA. Legajo 815 -Diccionario biográfico de políticos valencianos